# 池田誠一郎
池田 誠一郎（いけだ せいいちろう、 1908年8月17日 - 2001年4月10日）は、日本の編集者、作詞家。作詞家としてのペンネームに池田 真琴（いけだ まこと）や椿 三平（つばき さんぺい）、川柳作家としてのペンネームに池田 秋の月（いけだ あきのつき）がある。

## 来歴
東京府北豊島郡岩淵町（現在の東京都北区）出身。都内の出版社に編集者として勤務する傍ら作詞の投稿を趣味とし、50点近くの歌詞が採用された。代表作は「椿三平」名義で入選した読売ジャイアンツの3代目球団歌「巨人軍の歌 -闘魂こめて-」（1968年）であるが、これ以前に「池田真琴」名義で応募した広島カープの2代目球団歌「広島カープの歌」が採用されている。

## 代表作
注記のない場合は本名の池田誠一郎名義。

### スポーツ音楽
- スポーツまつり（補作：西條八十、作曲：佐々紅華） - 山形新聞選定。池田まこと名義。
- 広島カープの歌（作曲：山本寿） - 池田真琴名義。1975年の新球団歌「それ行けカープ」制定後は「勝て勝てカープ」に改題され、公式応援歌として存続。
- 若い選手（補作：高橋掬太郎、作曲：江口夜詩） - 1956年メルボルンオリンピック日本選手団テーマ。
- 巨人軍の歌 -闘魂こめて-（補作：西條八十、作曲：古関裕而）

### 音頭・新民謡
- 皆野小唄（作曲：関根幸一） - 皆野町商工会選定
- 三島山中城音頭（作曲：押尾司）
- 日本平音頭（補作：岩瀬ひろし、作曲：上原げんと）
- 豊島民謡（作曲：大村能章）
- 府中音頭（作曲：ダニー飯田）
- 流山市民音頭（補作：城健司、作曲：山路進一）
- 水橋小唄（作曲：黒坂富治）

### その他
- 海行く日本（作曲：細川武夫） - 軍歌
- みほとけのうた（作曲：入野義朗）
- 湯の国だより（補作：石本美由起、作曲：上原げんと） - 池田真琴名義。
- 洲本市民の歌（作曲：中田喜直） - 池田真琴名義。